# 윤경보
윤경보(1995년 8월 16일 ~ )는 대한민국의 축구 선수로 현재 K5리그 경남 부산의 양산 어곡에서 수비수로 활동 중이다.

## 클럽 경력

### 대전 하나 시티즌
2018 시즌을 앞두고 대전 하나 시티즌 입단을 통해 프로에 전격 입문했으나 3시즌동안 주전 경쟁에서 밀려나면서 출전 기회를 많이 부여받지 못했고 결국 2020 시즌을 끝으로 대전 하나 시티즌과의 계약을 해지했다.

### 양평 FC
2021 시즌을 앞두고 K4리그 서울 노원 유나이티드로 이적 후 6개월동안 활동하다가 여름 이적 시장에서 같은 리그의 양평 FC에 입단하여 남은 2021 시즌동안 활동했다.

### 김해 재믹스
2022 시즌을 앞두고 K5리그 경남 부산의 김해 재믹스로 이적하여 선수 데뷔 이래 처음으로 우승의 기쁨을 맛보았다.

### 양산 어곡
김해 재믹스의 2022년 K5리그 챔피언십 우승의 기쁨을 맛본 뒤 2023 시즌을 앞두고 같은 리그의 양산 어곡으로 이적하여 그 해 K5리그 챔피언십 3위의 성적에 기여했다.

## 수상

### 클럽
김해 재믹스
- K5리그 챔피언십 : 우승 (2022)

양산 어곡
- K5리그 챔피언십 : 3위 (2023)